# يوسف بوزيدي
يوسف بوزيدي (19 يوليو 1957 - 12 ديسمبر 2024)، هو مدرب كرة قدم جزائري.

## سيرته
وُلد في 19 يوليو 1957 بحي حسين داي في العاصمة الجزائر، حيث كان لاعبًا لوقت قصير في الفريق المحلي نصر حسين داي، قبل أن يتحول إلى التدريب في الفئات الشبانية في نفس الفريق. بعدها أصبح مدربًا لعدة فرق، أولها فريق القلب "النصرية" الذي دربه عدة مرات وحقق معه البقاء، وبعدها اعتلى العارضة الفنية لكثير من النوادي، من بينها نادي مولودية بجاية ونادي أولمبي المدية، ونادي شبيبة القبائل، ونادي مولودية وهران وغيرها.

## وفاته
توفي يوم الخميس 12 ديسمبر 2024 في بلدة القبة، عن عمر ناهز السابعة والستين. كان الاتحادية الجزائرية لكرة القدم قد أعلنت عن وفاته ببيانٍ «ببالغ الحزن والأسى، تلقى رئيس الاتحاد الجزائري، السيد وليد صادي، النبأ المؤسف بوفاة المدرب يوسف البوزيدي عن عمر ناهز 67 عاما». حسب ما عُلم لدى الصحافة فانه تعرض لسكتة قلبية، وأشارت مصادر أخرى أن وفاته جاءت إثر تعرضه للاختناق بغاز ثاني أكسيد الكربون.

## روابط خارجية
- يوسف بوزيدي على موقع قاعدة بيانات كرة القدم.إي يو (الإنجليزية)
- يوسف بوزيدي على موقع 365scores (الإنجليزية)
- يوسف بوزيدي على موقع كووورة